# Comuna de Miasteczko Krajeńskie
Miasteczko Krajeńskie (polaco: Gmina Miasteczko Krajeńskie) é uma gminy (comuna) na Polónia, na voivodia de Grande Polónia e no condado de Pilski. A sede do condado é a cidade de Miasteczko Krajeńskie.
De acordo com os censos de 2004, a comuna tem 3192 habitantes, com uma densidade 45,1 hab/km².

## Área
Estende-se por uma área de 70,72 km², incluindo:
- área agricola: 63%
- área florestal: 26%

## Demografia
Dados de 30 de Junho 2004:
|                      | Total   | Total | Mulheres | Mulheres | Homens  | Homens |
| -------------------- | ------- | ----- | -------- | -------- | ------- | ------ |
|                      | pessoas | %     | pessoas  | %        | pessoas | %      |
| População            | 3192    | 100   | 1582     | 49,6     | 1610    | 50,4   |
| Densidade (pop./km²) | 45,1    | 100   | 22,4     | 22,4     | 22,8    | 22,8   |

De acordo com dados de 2002, o rendimento médio per capita ascendia a 1452,58 zł.

## Subdivisões
- Arentowo, Brzostowo, Grabionna, Grabówno, Miasteczko-Huby, Miasteczko Krajeńskie, Okaliniec, Wolsko.

## Comunas vizinhas
- Białośliwie, Chodzież, Kaczory, Szamocin, Wysoka